# Calamothespis vuattouxi
Calamothespis vuattouxi är en bönsyrseart som beskrevs av Gillon och Roger Roy 1968. Calamothespis vuattouxi ingår i släktet Calamothespis och familjen Toxoderidae. Inga underarter finns listade i Catalogue of Life.